# 择期手术
择期手术是指提前安排的手术，當人們沒有遇到醫療緊急情況時會選擇此類手術。半择期手术是指为了保护病人的生命而必须进行的手术，但不需要立即进行。
相比之下，紧急手术是指可以等到病人病情稳定后再进行的手术，但一般应在2天内完成，而非常紧急手术是指必须立即进行的手术，並且此時如果病人不立即手术，病人很有可能終身残疾或死亡。